# ألعاب القوى في الألعاب الأولمبية الصيفية 2020 – سباق 1500 متر للسيدات

إعادة رسمية

جرت أحداث سباق 1500 متر للسيدات في الألعاب الأولمبية الصيفية 2020 من 2 إلى 6 أغسطس 2021 في ملعب اليابان الوطني. تنافس 45 رياضيًا من 25 دولة. قامت الكينية فيث كيبيجون بالدفاع بنجاح عن لقبها الأولمبي، لتصبح واحدة من امرأتين فقط، إلى جانب تاتيانا كازانكينا، تفوز بلقب 1500 متر الأولمبي مرتين. زمن فوزها البالغ 3:53.11 حطم الرقم القياسي الأولمبي الذي استمر لمدة 33 عامًا، الذي سجلته باولا إيفان. حصلت الميدالية الفضية على لورا موير من بريطانيا العظمى، والبرونزية ذهبت إلى سيفان حسن من هولندا.

## ملخص
كانت سيفان حسن قد أعلنت بالفعل عن نيتها محاولة الفوز بالتتويج الثلاثي في مسابقات 1500 و5000 و10000 متر في الأولمبياد. في اليوم المعني، كانت قد فازت بالفعل بسباقها الأول، وهو التصفيات المؤهلة لنهائي 5000 متر، وكان من المفترض أن يكون هذا سباقها الثاني في الليل. كانت فيث كيبيجون حاملة اللقب الأولمبي السابقة، بطلة العالم لعام 2017 ووصيفة حسن في بطولة العالم لعام 2019.
في اللفة الأخيرة من الجولة الثانية، تعثرت كلوديا بوبوشا، مما تسبب في فقدان ناتاليا هوثورن لخطوتها ومدت ذراعها محاولة الحفاظ على توازنها، مما أدى بدوره إلى تعثر إدينا جيبيتو. وراءها بخطوة، تعثرت حسن وسقطت على الميدان. مع وجود 14 رياضياً أولمبياً أمامها، عادت حسن سريعاً على قدميها وركضت بعدهم. لم تعُد حسن فقط إلى موقع التأهل، بل فازت بالجولة. لاحقاً في تلك الليلة، فازت بسباق 5000 متر. تم منح جيبيتو لاحقاً مركزاً في نصف النهائي.
نصف النهائيات أنتجت أيضاً دراما خاصة بها أولاً عندما تعثرت ويني تشيبت في اللفة الثانية، وجمعت كوري مكغي خلال سقوطها. أنهت مكغي المصابة في المرتبة العاشرة لكن تم منحها مكانًا في النهائي من قبل الحكم. نفس نصف النهائي فازت به كيبيغون بزمن 3:56.80، وهو ثالث أسرع وقت في تاريخ الألعاب الأولمبية. أثناء مطاردتها، حققت جيسيكا هال (لاعبة ألعاب قوى أسترالية) الرقم القياسي القاري لأوقيانوسيا، وحققت نوزومي تاناكا وكريستينا ماكي الأرقام القياسية الوطنية لليابان وجمهورية التشيك على التوالي. كان نصف النهائي الآخر غير حدثي إلى حد كبير، حيث فازت حسن بزمن 4:00.23، متقدمة على لورا موير وليندن هول.
مع بداية النهائي، تقدمت غابرييلا ستافورد إلى المقدمة وتراجعت حسن إلى مؤخرة المجموعة، مع تراجع كيبياجون وموير لمراقبتها. بعد نصف لفة من السباق، تقدمت حسن إلى المقدمة لتتولى الصدارة مع متابعة كيبياجون وموير خلفها مباشرة. وضعت حسن وتيرة سريعة، حيث أكملت أول لفتين في 2:07.0. خلال 3/4 اللفة التالية، انفصلت مجموعة من ستة عدائين، ثم قبل الجرس، وقع اثنان آخران من الوتيرة، تاركين حسن، كيبياجون، موير وديبيوس-ستافورد بهذا الترتيب. خلال المنعطف قبل الأخير، تقدمت كيبياجون إلى كتف حسن. تراجعت ديبيوس-ستافورد إلى الخلف عندما بدأت كيبياجون بمحاولة تجاوز حسن، وركض الاثنان جنبًا إلى جنب في المسار الخلفي مع موير خطوة خلفهما. مع متبقي 200 متر، تجاوزت كيبياجون حسن، وتابعتها موير. خلال المنعطف ابتعدت كيبياجون، واستمرت موير في السير حول حسن، وأخيراً تجاوزتها قبل نهاية المنعطف بقليل. فازت كيبياجون بالميدالية الذهبية بزمن 3:53.11، متغلبةً على الرقم القياسي الأولمبي القديم الذي سجل عام 1988 من قبل باولا إيفان. جمع موير الميدالية الفضية برقم بريطاني جديد؛ 3:54.20. أكملت حسن المنصة بزمن 3:55.86.
كيبيجون انضمت إلى تاتيانا كازانكينا كأول امرأة تدافع بنجاح عن لقب الأولمبياد في سباق 1500 متر.

## خلفية
كانت هذه هي المرة 13 التي يُقام فيها الحدث، بعد أن ظهر في كل دورة أولمبية منذ 1972.

## التأهل
A لجنة أولمبية وطنية (NOC) يمكنها إدخال عدد يصل إلى 3 رياضيين مؤهلين في حدث 1500 متر سيدات إذا استوفى جميع الرياضيين المعيار المطلوب أو تأهلوا بالترتيب خلال فترة التأهيل. (الحد الأقصى وهو 3 تم وضعه منذ مؤتمر الألعاب الأولمبية عام 1930.) المعيار المؤهِّل هو 4:04.20. تم "تحديد هذا المعيار لغرض وحيد هو تأهيل الرياضيين بأداء استثنائي غير قادرين على التأهل عبر مسار ترتيب الاتحاد الدولي لألعاب القوى." ستُستخدم الترتيبات العالمية بناءً على متوسط أفضل خمسة نتائج للرياضي خلال فترة التأهيل وبناءً على أهمية اللقاء، لتأهيل الرياضيين حتى الوصول إلى الحد الأقصى البالغ 45.
كانت فترة التأهل في الأصل من 1 مايو 2019 إلى 29 يونيو 2020. ولكن بسبب جائحة فيروس كورونا، تم تعليق الفترة من 6 أبريل 2020 إلى 30 نوفمبر 2020، مع تمديد تاريخ الانتهاء إلى 29 يونيو 2021. كما تم تغيير تاريخ بدء فترة تصنيف العالم من 1 مايو 2019 إلى 30 يونيو 2020؛ حيث ظل الرياضيون الذين استوفوا معيار التأهل خلال تلك الفترة مؤهلين، لكن أولئك الذين يعتمدون على تصنيف العالم لم يتمكنوا من احتساب الأداء خلال ذلك الوقت.
يمكن تحقيق معايير التأهل الزمنية في مختلف البطولات التي تُقام خلال الفترة المحددة وتحظى بموافقة الاتحاد الدولي لألعاب القوى (IAAF). كانت كل من البطولات الداخلية والخارجية مؤهلة للتأهل. كما يمكن احتساب أحدث بطولات المنطقة ضمن التصنيف، حتى لو لم تكن خلال فترة التأهل.
يمكن للجان الأولمبية الوطنية أيضًا استخدام مكانها العالمي - يمكن لكل لجنة أولمبية وطنية إدخال رياضية واحدة بغض النظر عن الزمن إذا لم يكن لديهم رياضيات إناث يحققن المعيار الخاص بالدخول في فعالية ألعاب قوى - في سباق 1500 متر.

## تنسيق البطولة
استمر الحدث في استخدام تنسيق الثلاث جولات الذي تم تقديمه في 2012.

## الأرقام القياسية
قبل هذه المسابقة، كانت الأرقام القياسية العالمية والإقليمية الموجودة كما يلي.
| الرقم القياسي العالمي  | جينزيبي ديبابا (ETH)  | 3:50.07 | فونتفيل، موناكو     | 17 يوليو 2015 |
| الرقم القياسي الأولمبي | باولا إيفان (رومانيا) | 3:53.96 | سول، كوريا الجنوبية | 1 أكتوبر 1988 |
| أفضل رقم في الموسم     | فيث كيبيجون (KEN)     | 3:51.07 | فونتفيل، موناكو     | 9 يوليو 2021  |

| المنطقة                              |            |                                       |                  |
| المنطقة                              | الوقت      | الرياضية                              | البلد            |
| ------------------------------------ | ---------- | ------------------------------------- | ---------------- |
| أفريقيا (records)                    | 3:50.07 WR | جينزيبي ديبابا                        | إثيوبيا          |
| آسيا (records)                       | 3:50.46    | كو يونشيا                             | الصين            |
| أوروبا (records)                     | 3:51.95    | سيفان حسن                             | هولندا           |
| شمال ووسط أمريكا والكاريبي (records) | 3:54.99    | شيلي هولهان                           | الولايات المتحدة |
| أوقيانوسيا (records)                 | 4:00.93    | سارة جيميسون                          | أستراليا         |
| أوقيانوسيا (records)                 | 4:00.42    | جيسيكا هال (لاعبة ألعاب قوى أسترالية) | أستراليا         |
| أوقيانوسيا (records)                 | 3:59.67    | ليندن هال                             | أستراليا         |
| أمريكا الجنوبية (records)            | 4:05.67    | ليتيسيا فريزيد                        | سورينام          |

تم تسجيل الأرقام القياسية التالية خلال المنافسات:
| التاريخ | الحدث   | الرياضية    | الدولة | الزمن   | الرقم القياسي |
| ------- | ------- | ----------- | ------ | ------- | ------------- |
| 6 أغسطس | النهائي | فيث كيبيجون | كينيا  | 3:53.11 | OR            |

الرقم الوطني الخاص تم تسجيلها خلال المنافسة:
| المركز          | الرياضية                              | الجولة      | الزمن   | ملاحظات |
| --------------- | ------------------------------------- | ----------- | ------- | ------- |
| فنلندا          | سارا كويفيستو                         | السباق      | 4:04.10 |         |
| فنلندا          | سارا كويفيستو                         | نصف النهائي | 4:02.35 |         |
| اليابان         | نوزومي تاناكا                         | السباق      | 4:02.33 |         |
| اليابان         | نوزومي تاناكا                         | نصف النهائي | 3:59.19 |         |
| أستراليا        | جيسيكا هال (لاعبة ألعاب قوى أسترالية) | نصف النهائي | 3:58.81 | AR      |
| جمهورية التشيك  | كريستينا مايكي                        | نصف النهائي | 4:01.23 |         |
| بريطانيا العظمى | لورا موير                             | النهائي     | 3:54.50 |         |

## الجدول الزمني
كل الأوقات بتوقيت توقيت اليابان (UTC+9)
أُقيم سباق 1500 متر للسيدات على مدى ثلاثة أيام منفصلة.
| التاريخ                | الوقت | الجولة      |
| ---------------------- | ----- | ----------- |
| الاثنين، 2 أغسطس 2021  | 9:00  | الجولة 1    |
| الأربعاء، 4 أغسطس 2021 | 18:30 | نصف النهائي |
| الجمعة، 6 أغسطس 2021   | 21:50 | النهائي     |

## النتائج

### التصفيات
قاعدة التأهل: أول 6 في كل تصفية (Q) و6 أسرع أزمنة تالية (q) تأهلوا.

#### السباق 1
| المركز | الرياضية           | الدولة           | الزمن   | الملاحظات |
| ------ | ------------------ | ---------------- | ------- | --------- |
| 1      | غابرييلا ستافورد   | كندا             | 4:03.70 | Q         |
| 2      | لورا موير          | بريطانيا العظمى  | 4:03.89 | Q         |
| 3      | ويني شبت           | كينيا            | 4:03.93 | Q         |
| 4      | سارا كويفيستو      | فنلندا           | 4:04.10 | Q، NR     |
| 5      | فرويني هايلو       | إثيوبيا          | 4:04.12 | Q         |
| 6      | كريستينا ماكي      | جمهورية التشيك   | 4:04.55 | Q، PB     |
| 7      | مارتا بيريز        | إسبانيا          | 4:04.76 | q، PB     |
| 8      | كوري مكغي          | الولايات المتحدة | 4:05.15 | q         |
| 9      | إليز فانديريلست    | بلجيكا           | 4:05.63 | q         |
| 10     | كيارا ماجيان       | جزيرة أيرلندا    | 4:07.29 |           |
| 11     | فيديريكا ديل بوونو | إيطاليا          | 4:07.70 | SB        |
| 12     | لورا غالفان        | المكسيك          | 4:08.15 |           |
| 13     | سالومي أفونسو      | البرتغال         | 4:10.80 |           |
| 14     | جورجيا غريفيث      | أستراليا         | 4:14.43 | SB        |
| 15     | حنا كلاين          | ألمانيا          | 4:14.83 |           |

#### السباق 2
| المركز | الرياضية                              | الدولة                                                  | الزمن          | الملاحظات |
| ------ | ------------------------------------- | ------------------------------------------------------- | -------------- | --------- |
| 1      | سيفان حسن                             | هولندا                                                  | 4:05.17        | Q         |
| 2      | جيسيكا هال (لاعبة ألعاب قوى أسترالية) | أستراليا                                                | 4:05.28        | Q         |
| 3      | إيل بورير سانت بيير                   | الولايات المتحدة                                        | 4:05.34        | Q         |
| 4      | غايا ساباتيني                         | إيطاليا                                                 | 4:05.41        | Q         |
| 5      | ليملم هايلو                           | إثيوبيا                                                 | 4:05.49 (.485) | Q         |
| 6      | ديانا ميزوليانكوفا                    | جمهورية التشيك                                          | 4:05.49 (.490) | Q، PB     |
| 7      | ريف والمكوت نولان                     | بريطانيا العظمى                                         | 4:06.23        | PB        |
| 8      | إستر غيريرو                           | إسبانيا                                                 | 4:07.08        |           |
| 9      | ران أورابي                            | اليابان                                                 | 4:07.90        | PB        |
| 10     | ناتاليا هاوثورن                       | كندا                                                    | 4:08.04        |           |
| 11     | كلوديا بوبوسيا                        | رومانيا                                                 | 4:09.19        |           |
| 12     | إدينا جيبيتوك                         | كينيا                                                   | 4:10.72        | qR        |
| 13     | عيشة براوت لير                        | جامايكا                                                 | 4:15.31        |           |
| 14     | انجلينا لوهاليث                       | فريق الرياضيين الأولمبيين اللاجئين في الألعاب الأولمبية | 4:31.65        | PB        |
| 15     | ماريا بيا فرنانديز                    | الأوروغواي                                              | 4:59.36        |           |

#### السباق 3
| المركز | الرياضية        | الدولة           | الزمن   | الملاحظات |
| ------ | --------------- | ---------------- | ------- | --------- |
| 1      | فيث كيبيجون     | كينيا            | 4:01.40 | Q         |
| 2      | ويني نانيوندو   | أوغندا           | 4:02.24 | Q         |
| 3      | ليندن هال       | أستراليا         | 4:02.27 | Q         |
| 4      | نوزومي تاناكا   | اليابان          | 4:02.33 | Q، NR     |
| 5      | هيثر ماكلين     | الولايات المتحدة | 4:02.40 | Q         |
| 6      | كاتي سنودن      | بريطانيا العظمى  | 4:02.77 | Q، PB     |
| 7      | لوسيا ستافورد   | كندا             | 4:03.52 | q، PB     |
| 8      | مارتينا جالانت  | بولندا           | 4:05.03 | q، PB     |
| 9      | كاترينا جرانز   | ألمانيا          | 4:06.22 | q، SB     |
| 10     | مارتا بين       | البرتغال         | 4:07.33 | qJ        |
| 11     | سارة هيلي       | جزيرة أيرلندا    | 4:09.78 |           |
| 12     | ديريب ولتيجي    | إثيوبيا          | 4:10.25 |           |
| 13     | سيمونا فرزالوفا | جمهورية التشيك   | 4:19.46 |           |
| —      | سهرة علي محمد   | جيبوتي           | DNF     |           |
| —      | رباب عرافي      | المغرب           | DNF     |           |

### نصف النهائي
قواعد التأهل: تأهل أول 5 في كل سباق (Q) وأفضل 2 أوقات أخرى (q).

#### نصف النهائي 1
| المركز | الرياضية                              | الدولة           | الزمن   | الملاحظات |
| ------ | ------------------------------------- | ---------------- | ------- | --------- |
| 1      | فيث كيبيجون                           | كينيا            | 3:56.80 | Q         |
| 2      | فروييني هيلو                          | إثيوبيا          | 3:57.54 | Q         |
| 3      | غابرييلا ستافورد                      | كندا             | 3:58.28 | Q، SB     |
| 4      | جيسيكا هال (لاعبة ألعاب قوى أسترالية) | أستراليا         | 3:58.81 | Q، AR     |
| 5      | نوزومي تاناكا                         | اليابان          | 3:59.19 | Q، NR     |
| 6      | إيل بورير سانت بيير                   | الولايات المتحدة | 4:01.00 | q         |
| 7      | كريستينا ماكي                         | جمهورية التشيك   | 4:01.23 | q، NR     |
| 8      | غايا ساباتيني                         | إيطاليا          | 4:02.25 | PB        |
| 9      | كاتي سنودين                           | بريطانيا العظمى  | 4:02.93 |           |
| 10     | مارتينا غالانت                        | بولندا           | 4:06.01 |           |
| 11     | كوري ماكجي                            | الولايات المتحدة | 4:10.39 | qR        |
| 12     | كاترينا غرانز                         | ألمانيا          | 4:10.93 |           |
| 13     | ويني شبيت                             | كينيا            | 4:11.62 |           |

#### نصف النهائي 2
| المركز | الرياضية            | الدولة           | الزمن   | الملاحظات |
| ------ | ------------------- | ---------------- | ------- | --------- |
| 1      | سيفان حسن           | هولندا           | 4:00.23 | Q         |
| 2      | لورا موير           | بريطانيا العظمى  | 4:00.73 | Q         |
| 3      | لندين هال           | أستراليا         | 4:01.37 | Q         |
| 4      | ويني نانيوندو       | أوغندا           | 4:01.64 | Q         |
| 5      | مارتا بيريز         | إسبانيا          | 4:01.69 | Q، PB     |
| 6      | لوسيا ستافورد       | كندا             | 4:02.12 | PB        |
| 7      | سارة كويفيستو       | فنلندا           | 4:02.35 | NR        |
| 8      | ديانا ميسوليانيكوفا | جمهورية التشيك   | 4:03.70 | PB        |
| 9      | ليمليم هيلو         | إثيوبيا          | 4:03.76 |           |
| 10     | مارتا بن            | البرتغال         | 4:04.15 | SB        |
| 11     | إليز فانديريلست     | بلجيكا           | 4:04.86 |           |
| 12     | هيذر ماكلين         | الولايات المتحدة | 4:05.33 |           |
| 13     | إدينا جبلوتوك       | كينيا            | 4:05.56 |           |

### النهائي
| المركز | الرياضية                              | الدولة           | الزمن   | الملاحظات |
| ------ | ------------------------------------- | ---------------- | ------- | --------- |
| الأول  | فيث كيبيجون                           | كينيا            | 3:53.11 | OR        |
| الثاني | لورا موير                             | بريطانيا العظمى  | 3:54.50 | NR        |
| الثالث | سيفان حسن                             | هولندا           | 3:55.86 |           |
| 4      | فريويني هايلو                         | إثيوبيا          | 3:57.60 |           |
| 5      | غابرييلا ستافورد                      | كندا             | 3:58.93 |           |
| 6      | Linden Hall                           | أستراليا         | 3:59.01 | PB        |
| 7      | ويني نانيوندو                         | أوغندا           | 3:59.80 | SB        |
| 8      | نوزومي تاناكا                         | اليابان          | 3:59.95 |           |
| 9      | Marta Pérez                           | إسبانيا          | 4:00.12 | PB        |
| 10     | إيل بورير سانت بيير                   | الولايات المتحدة | 4:01.75 |           |
| 11     | جيسيكا هال (لاعبة ألعاب قوى أسترالية) | أستراليا         | 4:02.63 |           |
| 12     | كوري مكغي                             | الولايات المتحدة | 4:05.50 |           |
| 13     | كريستينا ماكي                         | جمهورية التشيك   | 4:11.76 |           |